# Gabriela Konevska-Trajkovska
Gabriela Konevska-Trajkovska (mazedonisch Габриела Конеска-Трајковска; * 1971 in Skopje; † 10. Februar 2010) war eine mazedonische Politikerin.
Nach dem Studium der Rechtswissenschaft an der Universität Skopje war sie ab 1993 als Journalistin beim mazedonischen Fernsehen tätig und wurde später Vorsitzende der Anti-Korruptions-Nichtregierungsorganisation Transparentnost. Von 2006 bis 2008 war sie in der Regierung von Nikola Gruevski stellvertretende Ministerpräsidentin und hatte die Zuständigkeit für die Integration Mazedoniens in die Europäische Union.
Sie starb nach einer schweren Krankheit im Alter von 38 Jahren. Sie hinterließ ihren Ehemann, den Generaldirektor des mazedonischen Finanzamtes Goran Trajkovski, sowie eine dreijährige Tochter.